# Lucia Elizabeth Vestris
Pour les articles homonymes, voir Bartolozzi et Vestris.
Lucia Elizabeth Vestris, née en janvier 1797 et morte le 8 août 1856, est une actrice et contralto d'opéra anglaise qui se produit dans des œuvres de Mozart et Rossini. Bien que populaire en son temps, elle est plus connue en tant que productrice et gestionnaire de théâtre. Après avoir accumulé une fortune avec ses représentations, elle loue le Olympic Theatre (en) à Londres et produit une série de burlesques victoriens (en) et extravaganzas, en particulier des pièces populaires de James Planché qui rendent sa maison célèbre. Elle produit également ses œuvres dans d'autres théâtres qu'elle dirige.

## Jeunesse et éducation
Elle naît Elizabetta Lucia Bartolozzi à Londres en 1797, aînée des deux filles de la pianiste allemande Therese Jansen Bartolozzi et du marchand d'art Gaetano Stefano Bartolozzi. Également musicien accompli, il est le fils d'un immigrant italien, Francesco Bartolozzi, artiste et graveur réputé, nommé « Royal Engraver » ,. Gaetano Bartolozzi est un marchand d'art reconnu et la famille voyage en Europe en 1798 quand il vend son entreprise. Ils passent un certain temps à Paris et Vienne (en Autriche) avant d'atteindre Venise où ils découvrent que leurs biens ont été pillés pendant l'intervention française. Ils vont à Londres pour refaire leur vie et Gaetano enseigne le dessin. Le couple se sépare à Londres et Therese donne des leçons de piano afin de pourvoir aux besoins de ses filles.
Lucia étudie la musique et se fait connaître pour sa voix et son aptitude à la danse. Elle est mariée à 16 ans au danseur français Auguste Armand Vestris, descendant d'une grande famille de danseurs d'origine florentine mais son mari la quitte quatre ans plus tard. Cependant, comme elle a commencé à chanter et se produire professionnellement sous le nom « Madame Vestris », elle conservera son nom de scène tout au long de sa carrière.

## Carrière

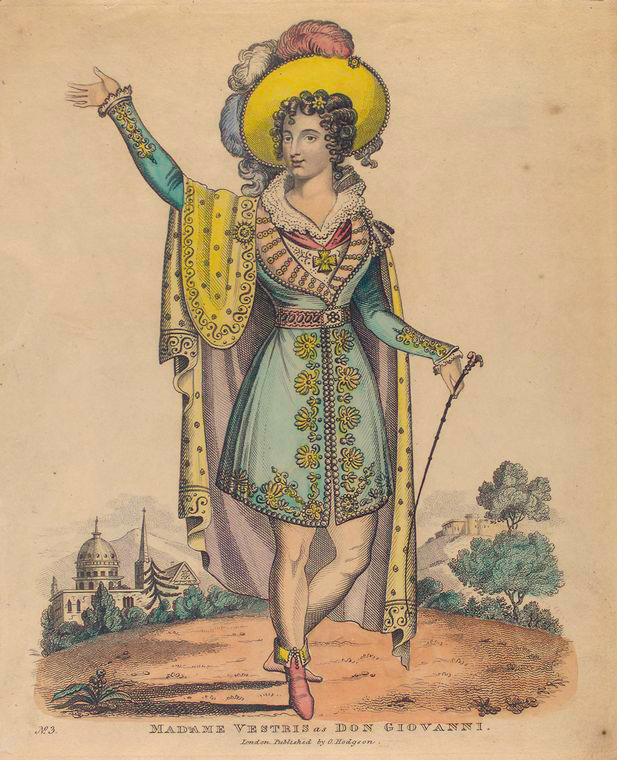
Madame Vestris en Don Giovanni dans Giovanni in London de W.T. Moncrieff
Gravure colorée à la main c. 1820
(NYPL - Billy Rose Theatre Division)

En 1815, à l'âge de 18 ans, sa voix de contralto et son aspect attrayant valent à Madame Vestris son premier rôle important dans l'opéra italien dans le rôle-titre d'II ratto di Proserpina de Peter von Winter au King's Theatre. Elle chante également en 1816 dans Una cosa rara de Martín y Soler et interprète les rôles de Dorabella et Susanna dans les opéras Così fan tutte et Le nozze di Figaro de Mozart. Elle connaît immédiatement le succès, tant à Londres qu'à Paris. Elle paraît parfois à la Comédie-Italienne et divers autres théâtres de la capitale française. Une légende selon laquelle elle aurait joué en actrice tragique de la Comédie-Française comme Camille dans Horace de Corneille en face de François-Joseph Talma, s'est avérée être fausse. L'erreur provient d'une lecture erronée des Mémoires de Talma dans lesquels l'acteur raconte un épisode de 1790 quand une « Madame Vestris », non pas Eliza Lucia Vestris née quelques années plus tard, mais Françoise-Marie-Rosette Gourgaud, l'épouse d'Angiolo Vestris et donc grand-tante par alliance du mari d'Eliza Lucia, avait autrefois été scandalisée par Thelma montrant ses jambes nues sur scène dans un costume antique romain inhabituellement réaliste. La légende naît en 1847, alors que Mme Vestris est encore en vie, sous la plume de Thomas Marshall dans son livre sur les acteurs et actrices britanniques. Après avoir été deja tournée en ridicule par John Westland Marston (en) en 1888, elle est au contraire tenue pour véridique par le critique Joseph Knight (en) dans son article sur Madame Vestris paru dans le Dictionary of National Biography et a depuis été régulièrement reprise par les principales sources encyclopédiques ultérieures. Finalement, la légende a été réfutée par les biographes modernes de Madame Vestris.
Ses premiers succès au théâtre anglais surviennent en 1820 alors qu'elle a 23 ans au Théâtre de Drury Lane dans The Siege of Belgrade de Stephen Storace et le burlesque Giovanni in London de Moncrieff où elle endosse le rôle-titre masculin de rien moins que Don Giovanni : le « succès de scandale » de son interprétation de ce rôle travesti à l'occasion de laquelle elle montre ses jambes fabuleusement parfaites, lance sa carrière comme beauté scandaleuse. Dès lors, elle reste une des personnalités favorites extraordinaires à l'opéra, dans les farces musicales et les comédies jusqu'à sa retraite en 1854. Elle chante au King's Theatre lors des premières anglaises de nombre d'opéras de Rossini, parfois dirigés par le compositeur lui-même : La gazza ladra (en Pippo, 1821), La donna del lago (en Malcolm Groeme, 1823), Ricciardo e Zoraide (en Zomira, 1823), Matilde di Shabran (en Edoardo, 1823), Zelmira (en Emma, 1824) et Semiramide (en Arsace, 1824). Elle excelle dans les rôles travestis et se produit également dans des opéras de Mozart tels que Die Entführung aus dem Serail (Blonde) en 1827 et plus tard en 1842 The Marriage of Figaro (Cherubino), dans une version complète spécialement conçue en anglais par James Planché. Elle est créditée de la popularisation de chansons telles que Cherry Ripe (en), Meet Me by Moonlight Alone (écrite par Joseph Augustine Wade), I've been roaming, etc. Elle participe également à des premières mondiales et crée le rôle de Félix dans l'opéra comique (comic opera) The Alcaid or The Secrets of Office d'Isaac Nathan, (au Petit Théâtre de Haymarket à Londres en 1824) et surtout, celui de Fatima dans Obéron ou le serment du roi des elfes, the Grand Romantic and Fairy Opera de Carl Maria von Weber, présenté au Theatre Royal de Covent Garden le 12 avril 1826.

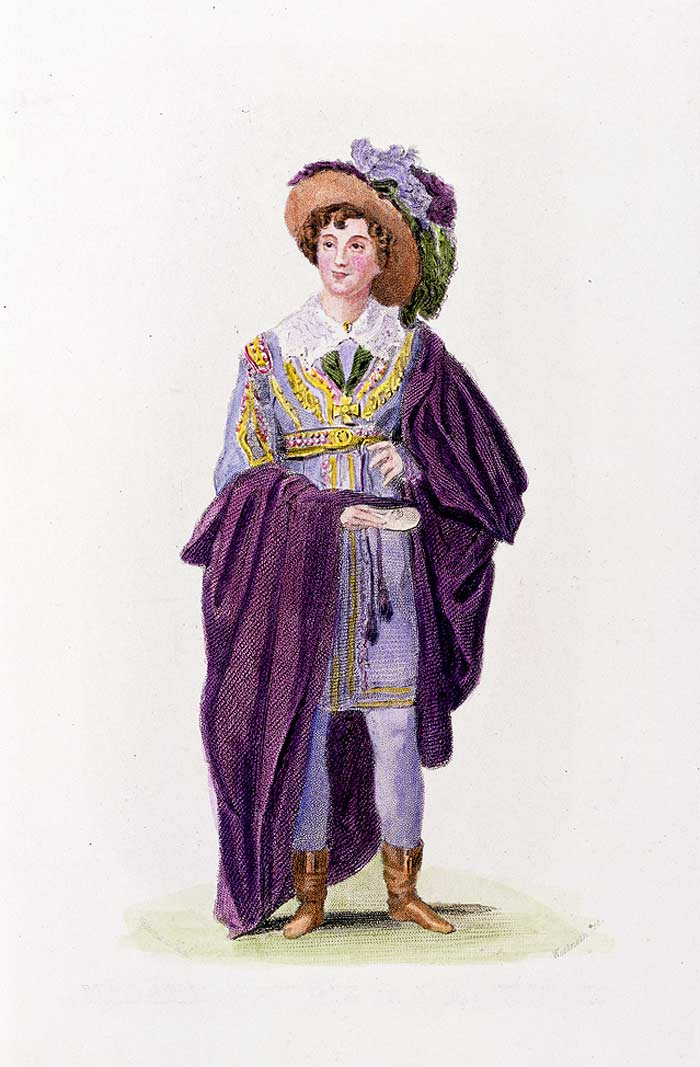
Madame Vestris en Félix dans The Alcaid
Gravure colorée, Londres 1824
Victoria and Albert Museum.

En 1830, ses prestations lui ayant apporté une fortune, elle loue le Olympic Theatre (en) de John Scott. Elle commence à y faire représenter une série de burlesques victoriens (en) et extravaganzas qui rendent célèbre son théâtre. Elle produit de nombreuses pièces du dramaturge contemporain James Planché avec qui elle entretient un partenariat fructueux qui implique de sa part l'apport d'idées pour la mise en scène et les costumes.

## Deuxième mariage et carrière subséquente
En 1838, elle se remarie avec l'acteur britannique Charles James Mathews (en) juste avant de partir en tournée avec lui aux États-Unis. Ils coopèrent dans leurs entreprises de gestion ultérieures, y compris la gestion du Lyceum Theatre et du théâtre de Covent Garden.
Mme Vestris et Mathews inaugurent leur direction de Covent Garden avec la première production connue depuis 1605 de Love's Labour's Lost dans laquelle Vestris interprète Rosaline. En 1840, elle met en scène l'une des premières productions relativement non abrégée de Le Songe d'une nuit d'été dans laquelle elle interprète Obéron. C'est le début d'une tradition d'Obéron féminins qui dure soixante-dix ans dans le théâtre britannique.
En 1841, Vestris produit la farce victorienne au très grand succès Le Bel Air de Londres de Dion Boucicault, avec peut-être le premier emploi d'une « scène dans la scène ». Restée populaire depuis, la dernière recréation de la pièce date de 2010 au National Theatre .
Elle introduit également la soprano Adelaide Kemble au théâtre dans Norma et La Sonnambula de Bellini. Fille de John Kemble, acteur-manageur et l'un des propriétaires du théâtre, ainsi que nièce de Sarah Siddons, Adelaide fait une carrière sensationnelle mais courte avant de quitter la scène après son mariage.

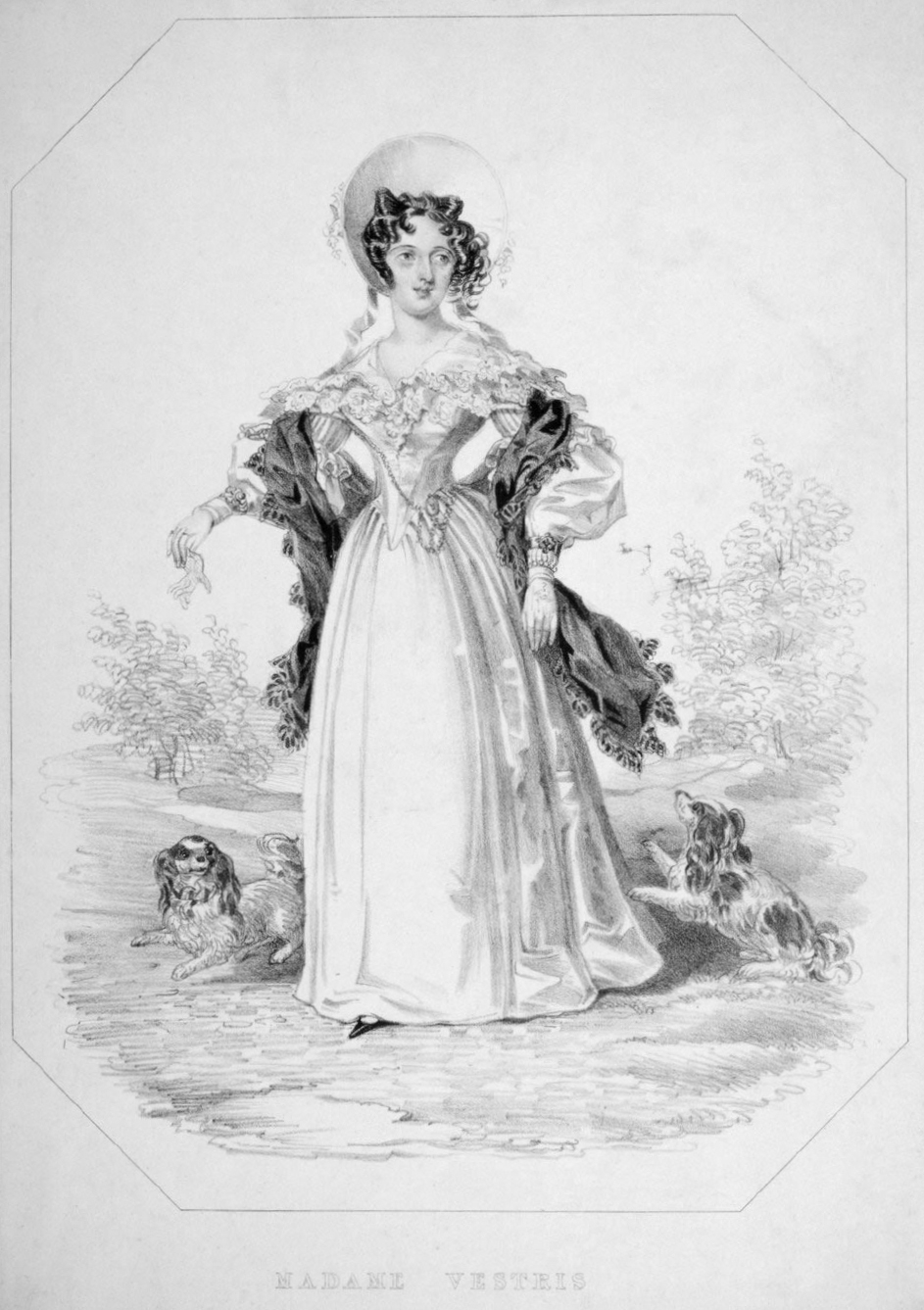
Lucia Elizabeth Vestris
Actrice britannique, accompagnée d'épagneuls
Lithographie c. 1831-35
Philadelphia Museum of Art

À l'époque de sa direction du théâtre à Covent Garden, une note par l'acteur James Robertson Anderson  citée dans l'autobiographie de C.J. Mathews rapporte  :

« Madame était une gestionnaire admirable et Charles un aimable assistant. Les arrangements dans les coulisses étaient parfaits, les vestiaires de qualité, les assistants bien choisis, les ailes gardées de tous les intrus, aucun étranger ou fainéant, traînard et pique-assiette n'était autorisé en coulisses pour flirter avec les danseuses, seuls très peu de proches amis avaient le privilège de visiter la salle verte qui était aussi joliment meublée que le salon de tout gentilhomme, et ces amis se présentaient toujours en tenues de soirée... Il y avait beaucoup de justesse et de bienséance dans toutes les parties de l'établissement, une grande harmonie, le contentement était général dans tous les départements du théâtre et un regret par tous partagé a été ressenti lorsque les exceptionnels gestionnaires ont été contraints de démissionner de leur poste. »

George Vandenhoff, autre acteur contemporain, porte témoignage dans Dramatic Reminiscences du fait que 

« À l'honneur de Vestris, elle était non seulement scrupuleusement attentive à ne pas offenser les convenances en paroles ou en actes mais elle savait très bien comment réprimer toute tentative de double sens ou insinuation douteuse chez les autres. La salle verte à Covent Garden était un lieu de délassement des plus agréables d'où étaient bannis chaque mot ou allusion qui ne seraient pas tolérés dans un salon. »

Elle donne sa dernière représentation en 1854 au profit de Mathews, dans une adaptation de La Joie fait peur de Madame de Girardin intitulée Sunshine through Clouds. Elle meurt à Londres en 1856.
Ses prestations et son éducation musicales ne sont pas suffisantes pour la distinguer dans le grand opéra et en comédie elle connaît seulement un succès modéré. Mais dans des pièces comme Loan of a Lover, Paul Pry, Naval Engagements etc. elle est « délicieuse et ensorcelante ». Cependant, de nombreux observateurs (dont Henry Chorley (en)) « ne lui ont jamais complètement pardonné de n'être pas devenue la plus grande contralto d'opéra anglaise de son temps ».

« C'est à peu près à cette époque que Madame Vestris fait sa dernière apparition sur notre scène italienne. Si elle avait eu la patience et l'énergie, elle aurait pu y régner parce qu'elle possédait (demie italienne de naissance) l'une des plus savoureuses des voix basses depuis l'époque de Lear, excellente en femme — grande beauté personnelle et personnalité presque sans faille qu'elle savait orner avec un art consommé — et non une banale actrice. Mais une carrière théâtrale moins ardue lui plut davantage, et donc elle aussi ne put pas — pourrait-on même dire, parce qu'elle ne le voulut pas — rester sur la scène italienne. »

— Thirty Years' Musical Recollections, de Henry F. Chorley, London, Hurst and Blackett, 1862
À une époque où les femmes n'étaient pas autonomes mais au contraire amenées à croire qu'elles ne pouvaient gérer leur propre vie ni leur propre argent, et encore moins gérer une entreprise employant des centaines de personnes, tant hommes que femmes, Vestris était une femme d'affaires par excellence. Elle gérait les théâtres, emmenait les pièces en tournée avec une équipe hétéroclite d'acteurs, actrices et tout le personnel de soutien et, après sa première expérience désastreuse avec Vestris, uniquement remariée quand ils y furent contraints par les autorités américaines afin de lui permettre de faire sa tournée à travers leurs frontières[Information douteuse]. Lucia Elizabeth Vestris est une figure de premier plan dans l'histoire du théâtre et des coutumes britanniques au XIXe siècle
Elle est enterrée au Kensal Green Cemetery.